# Бітті
Бітті (італ. Bitti, сард. Vitzi) — муніципалітет в Італії, у регіоні Сардинія,  провінція Нуоро.
Бітті розташоване на відстані близько 310 км на південний захід від Рима, 145 км на північ від Кальярі, 19 км на північ від Нуоро.
Населення — 2932 особи (2014).
Щорічний фестиваль відбувається 23 квітня. Покровитель — святий Юрій.

## Демографія
Населення за роками:

Станом на 1 січня 2023 року в муніципалітеті офіційно проживало 50 іноземців з 8 країн, серед них 35 громадян країн Євросоюзу.

## Сусідні муніципалітети
- Ала-дей-Сарді
- Буддузо
- Лоде
- Лула
- Нуле
- Онані
- Оруне
- Озідда
- Падру